# 구디슨 파크
구디슨 파크(Goodison Park)는 영국 잉글랜드 머지사이드주 리버풀에 위치한 축구 경기장이다. 이 구장은 1892년에 지어졌으며, 총 수용인원은 39,572명이다.
에버턴 FC는 2025-26 시즌부터 홈구장을 복스홀의 브램리무어항에 위치한 신축 경기장으로 대체했으며, 현재의 구디슨 파크는 여성팀의 홈구장으로 사용되고 있다.

## 역사
1892년에 지어진 구디슨 파크는 처음에는 미어 그린(Mere Green)으로 불려왔다. 이 경기장은 오래되고 역사적인 축구 경기장 중의 하나이며, 잉글랜드 최초의 메이저 축구 경기장이다. 구디슨 파크는 잉글랜드에서 최초로 축구 경기장을 목적으로 지어진 경기장이다. 미어 그린은 자유 대출의 이자 1,000파운드를 포함하여 8,090파운드가 들었다. 경기장은 공식적으로 1892년 8월 24일에 개장하였다. 1904-05시즌에 대출금액의 상환이 완료되었다. 켈리 형제는 4,000명 규모의 지붕 없는 스탠드 두 개와 3,000명 규모의 지붕 있는 스탠드 하나를 1,640 파운드에 세웠다. 12개의 개찰구는 93파운드가 들었다. 이 경기장은 네 개의 스탠드 모두 2층으로 영국 최초의 스포츠 경기장이었고, 3층을 가진 최초의 경기장이었다. 또한 그라운드 바닥에 온열시스템을 갖춘 최초의 잉글랜드 리그 경기장이었다. 1913년 7월 11일 조지 5세가 글래드스톤 선착장 오픈 행사를 기념하기 위해 최초로 왕이 방문한 잉글랜드 축구 경기장이 되었다.
경기장은 1966년 FIFA 월드컵 당시에 준결승전을 포함하여 5경기가 열렸다. 그리고 1894년의 FA컵 결승전과 1910년의 결승 재경기가 열린 곳이기도 하다. 에버턴은 다른 잉글랜드 클럽보다 국제경기를 많이 개최하였다. 1895년 4월 6일에 구디슨 파크에서 잉글랜드와 스코틀랜드와의 경기가 열렸는데, 이로써 에버턴은 이전의 홈구장이었던 앤필드와 구디슨 파크에서 모두 잉글랜드 A매치를 가진 첫 번째 팀이 되었다. 1949년에 구디슨 파크에서 아일랜드와의 경기가 열렸는데, 이 경기는 잉글랜드가 영국 국가가 아닌 국가에게 홈경기에서 처음으로 패배한 경기였다.
에버턴의 웹사이트에 의하면, 가장 큰 경기는 1985년의 UEFA 컵위너스컵 준결승전으로 에버턴 대 바이에른 뮌헨과의 경기였다. 뮌헨은 전반전에 앞서가다가 후반전에 3점을 실점하며 에버턴에게 패하였다.
1962-63시즌과 1963-64시즌의 리그 경기의 관중 수가 백만명을 넘었다.

## 스탠드
경기장은 네 개의 스탠드로 구성되어 있다.
- 파크 엔드(The Park End) - 6,000명 수용. 단층으로 캔틸레버가 1994년에 설치되었다. 경기장의 남쪽에 위치해 있고, 골대 뒤를 차지하고 있다. 파크 엔드는 1995년에 재건축된 것이다. 60년대와 70년대에 리버풀의 스탠리 파크의 월튼 레인과 더불어 골대 뒤에 큰 반원형 스탠드가 특징이었다. 이것은 1906년에 지어진 2층 형태로 원정팬들이 자리하는 장소였다.

- 불린스 로드(Bullens Road) - 8,067명 수용. 유명한 축구 경기장 건축가인 아치볼드 리치에 의해 2층으로 지어져 1926년에 완공되었다. 경기장 동쪽에 위치해 있는 이 스탠드는 어퍼 불린스, 로워 불린스와 패덕의 세 부분으로 나뉜다. 원래 스탠드는 2층으로 지어졌는데, 위층의 좌석 스탠드와 아래층의 패덕으로 되어 있었다. 1963년, 패덕의 뒤 부분에 좌석이 설치되면서 3층의 형태가 되었다.

- 글라디스 스트리트 엔드(Gwladys Street End) - 10,155명 수용. 아치볼드 리치가 지은 또다른 2층 스탠드로 어퍼 글라디스와 로워 글라디스로 나뉜다. 골대 뒤쪽에 위치해 있으며 구디슨 파크의 북쪽을 차지하고 있다. 로워 글라디스는 가장 시끄럽고 난폭한 에버턴 팬들이 위치한다고 말할 수 있다. 만약 에버턴이 킥오프 전의 동전 던지기에서 이길 경우, 후반전에 로워 글라디스쪽으로 공격하게 된다. 로워 글라디스는 1992년에 전좌석 설치가 완료되었다.

- 메인 스탠드(Main Stand) - 16,347명 수용. 3층으로 되어 있는 스탠드로, 1909년에 아치볼드가 2층 형태로 지은 것에 백만 파운드를 들여 1971년에 현재의 스탠드를 완공하였다. 메인 스탠드는 선수들의 락커룸이 있고, 선수 입장 터널이 위치해 있다.

## 참고 자료
- Roberts, John (1978). Everton: The Official Centenary History. Grenada Publishing Limited. ISBN 0-583-12832-7.
- Jacobs, Barbara (2004). The Dick, Kerr's Ladies. Constable & Robinson Ltd. ISBN 1-84119-828-5.